# Юридически факултет (Великотърновски университет)
Вижте пояснителната страница за други значения на Юридически факултет.
Юридическият факултет на Великотърновски университет „Св. св. Кирил и Методий“ е създаден през 1991 г. във Велико Търново, той е първи факултет по право извън столицата. Специалността „Право“, изучавана в него, е акредитирана от Националната агенция за оценяване и акредитация през 2006 г. с оценка „много добър“ и с 6 годишен срок на акредитация, което дава възможност за обучение на магистри и докторанти.

## Ръководство
- Декан на факултета: проф. дн Георги Иванов Митов
- Заместник-декан: доц. д-р Изабела Георгиева Чакърова-Димитрова
- Секретар: Валентина Илиева Лазарова

## Катедри
Юридическият факултет се състои от 3 катедри:
- Публичноправни науки
- Наказателноправни науки
- Частноправни науки